# Missery
Missery ist eine französische Gemeinde mit 105 Einwohnern (Stand 1. Januar 2022) im Département Côte-d’Or in der Region Bourgogne-Franche-Comté.  Sie gehört zum Kanton Semur-en-Auxois und zum Arrondissement Montbard. 
Sie grenzt im Norden an Fontangy, im Osten und Süden an Mont-Saint-Jean, im Südwesten an Thoisy-la-Berchère und im Westen an La Motte-Ternant.

## Siehe auch

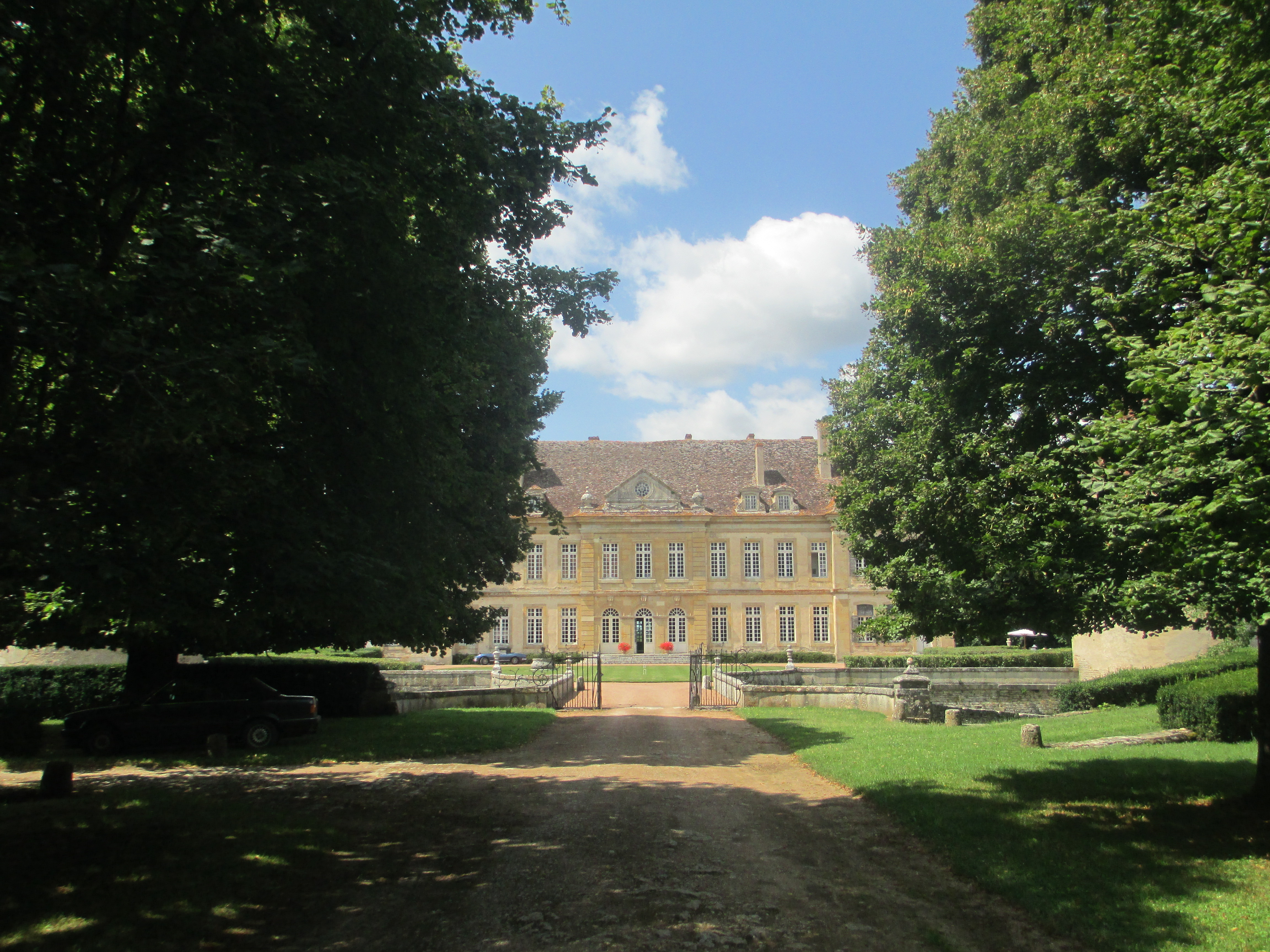
Château de Missery

## Bevölkerungsentwicklung
| Jahr                       | 1962 | 1968 | 1975 | 1982 | 1990 | 1999 | 2008 | 2015 |
| -------------------------- | ---- | ---- | ---- | ---- | ---- | ---- | ---- | ---- |
| Einwohner                  | 156  | 142  | 124  | 110  | 105  | 89   | 105  | 102  |
| Quellen: Cassini und INSEE |      |      |      |      |      |      |      |      |